# توماس ساندرز (سياسي)
توماس ساندرز هو سياسي كندي، ولد في 4 يوليو 1836 في هيفلوك في كندا، وتوفي بنفس المكان في 21 مارس 1874. حزبياً، نشط في Conservative Party of Quebec (historical) ‏. وقد انتخب عضو الجمعية الوطنية في كيبك ‏.